# Elég Volt Mozgalom
Az Elég Volt Mozgalom (szerbül: Удружење „Доста је било", Udruženje  "Dosta je bilo") egy szerbiai politikai párt, amit 2014-ben hozott létre Saša Radulović volt gazdasági miniszter. Eddig a párt a 2014-es, a 2016-os és a 2020-as parlamenti választásokon vett részt.

## Története
A párt először mozgalomként lett bejegyezve 2014. január 27-én, majd 2016-ban lett belőle párt. A párt a 2016-os választáson a szavazatok 6,02%-ával bejutott a Szerb Parlamentbe, ahol 16 mandátumot szereztek. A pártból 2017-ben hárman kiléptek, így a mandátumok száma 13-ra csökkent.

## Választási eredmények
| Választás | Szavazatok száma | Szavazatok aránya | Mandátumok száma | Mandátumok aránya | Parlamenti szerepe |
| --------- | ---------------- | ----------------- | ---------------- | ----------------- | ------------------ |
| 2014-es   | 74 973           | 2,09%             | 0                | 0%                | nem jutott be      |
| 2016-os   | 227 626          | 6,02%             | 16               | 6,40%             | ellenzék           |
| 2020-as   | 73 953           | 2,30%             | 0                | 0%                | nem jutott be      |
| 2022-es   | 86 362           | 2,34%             | 0                | 0%                | nem jutott be      |